# Fun Facts
Fun Facts ist ein kooperatives Partyspiel des Spieleautors Kasper Lapp, das 2022 bei dem belgischen Verlag Repos Production erschienen ist. Es wurde 2023 neben Dorfromantik und Next Station: London für den Kritikerpreis Spiel des Jahres nominiert.

## Thema und Ausstattung
Bei Fun Facts versuchen die Spieler, numerische Antworten ihrer Mitspielenden auf verschiedene Fragen in eine korrekte Reihenfolge zu bringen und so diese im Verhältnis zu den anderen Mitspielenden korrekt einzuordnen. Es ähnelt darin dem 2022 für das Spiel des Jahres nominierten Spiel Top Ten. Die Spieler spielen dabei kooperativ, versuchen also, gemeinsam die korrekte Reihenfolge zu bestimmen, um gemeinsam zu gewinnen.
Das Spielmaterial besteht neben einer Spielanleitung aus 195 Fragekarten, acht abwischbaren Pfeiltafeln aus Kunststoff, acht Stiften, einem Start-Stern und einer Punkteliste.

## Spielweise
Zu Beginn des Spiels werden die Fragekarten gemischt und acht davon verdeckt in die Tischmitte gelegt; die restlichen Karten werden für das aktive Spiel nicht benötigt. Jeder Mitspielende bekommt eine Pfeiltafel und einen Stift und schreibt auf eine Seite des Pfeiles seinen Namen. Ein Spieler bekommt den Start-Stern und legt ihn vor sich ab.
Der Startspieler deckt eine der Fragekarten auf und liest diese laut vor. Alle Mitspielenden notieren nun gleichzeitig und geheim eine passende Antwort in Form einer Zahl auf die Rückseite ihrer Pfeiltafel und legen sie dann nacheinander verdeckt in der Tischmitte ab. Dabei müssen sie jeweils ihren eigenen Pfeil so oberhalb, unterhalb oder zwischen den bereits liegenden Plättchen platzieren, wie sie ihre Antwort im Vergleich zu ihren Mitspielern einschätzen und einordnen. Während dieser Phase und davor darf über die Ergebnisse nicht kommuniziert werden. Wenn alle Plättchen liegen, darf der Startspieler noch einmal den eigenen Pfeil umplatzieren, danach werden alle Plättchen beginnend mit dem niedrigsten aufgedeckt.
Beim Aufdecken werden falsch angeordnete Plättchen entfernt, sodass am Ende eine korrekte Reihe vom niedrigsten bis zum höchsten Wert ausliegt. Für jeden korrekt platzierten Pfeil bekommen die Spieler einen Punkt, die Punktezahl wird auf dem Stern platziert. Nach einer Runde wird der Stern weitergegeben und die neue Runde beginnt mit dem neuen Startspieler. Nach acht Runden endet das Spiel und das Endergebnis wir mit einer Bewertung in der Spielanleitung verglichen.

## Entwicklung
Das Spiel Fun Facts wurde von dem Spieleautor Kasper Lapp entwickelt und 2022 von dem belgischen Verlag Repos Production auf Englisch, Deutsch, Polnisch, Italienisch, Spanisch, Ungarisch und Niederländisch veröffentlicht; in Deutschland wird das Spiel über Asmodee vertrieben.
Das Spiel wurde auf mehreren Plattformen positiv bewertet. 
Im Mai 2023 wurde Fun Facts gemeinsam mit den Spielen Dorfromantik und Next Station: London für das Spiel des Jahres nominiert. Die Jury begründet ihre Einschätzung wie folgt:

„„Fun Facts“ ist weitaus mehr als ein klassisches Kennenlernspiel – eingestreut in harmlose Einschätzungen findet sich eine Fülle tiefergehender Fragen, mit denen man sich im Alltag seltener auseinandersetzt, etwa nach der eigenen Kreativität, dem Schüchternheitsgrad oder dem Ehrgeiz. So erfährt man nicht nur Neues über die anderen, sondern auch über sich selbst und darüber, wie andere einen sehen. Eine spielerische Einladung zur Reflexion“

Harald Schrapers schreibt zum Spiel, er „mag [...] Fun Facts mehr im engeren Familien- und Freundeskreis. Wenn man ungeeignete Aufgaben sehr großzügig aussortiert, können lustige Runden entstehen.“ Er vergab vier von sechs möglichen Punkten zur Bewertung.

## Belege
1. 1 2 3 4 5  Spielanleitung Fun Facts, Repos Production 2022
2. ↑  Fun Facts, Versionen bei BoardGameGeek. Abgerufen am 8. Juni 2023.
3. 1 2  Fun Facts auf der Website des Spiel des Jahres e.V.; abgerufen am 8. Juni 2023.
4. ↑  Harald Schrapers: Fun Facts, Rezension auf „games we play“; abgerufen am 8. Juni 2023.